# NGC 2748
NGC 2748 هي مجرة حلزونية من القدر 12 في كوكبة الزرافة (كوكبة). تم اكتشافه في 2 سبتمبر 1828 من قبل جون هيرشل ومن المرجح أن تحتوي على ثقب أسود ضخم جدا.

## وصلات خارجية
- NGC 2748 على موقع ويكي سكاي: DSS2, SDSS, GALEX, IRAS, Hydrogen α, X-Ray, Astrophoto, Sky Map, Articles and images